# Brandon Clarke
Brandon Clarke (nascido em 19 de setembro de 1996) é um canadense jogador de basquete profissional do Memphis Grizzlies da National Basketball Association (NBA).
Ele jogou basquete universitário na Universidade Estadual de San Jose e na Universidade de Gonzaga e foi selecionado pelo Oklahoma City Thunder como a 21º escolha geral no Draft da NBA de 2019. Após o draft, ele foi imediatamente negociado com os Grizzlies.

## Início da vida e carreira no ensino médio
Clarke nasceu em Vancouver, filha de uma mãe canadense Whitney Triplett e de um pai jamaicano Steve Clarke. Brandon mudou-se para os Estados Unidos aos três anos, estabelecendo-se em Phoenix, Arizona. Ele estudou na Desert Vista High School em Phoenix. Ele foi nomeado para a Equipe Ideal da Division 1 pela Arizona Republic depois de liderar Desert Vista até a final do campeonato em 2015.

## Carreira universitária
Ele jogou duas temporadas pelo San Jose State Spartans. Quando calouro, ele foi eleito Sexto Homem do Ano da Mountain West pelos treinadores principais da liga após ter médias de 10,1 pontos e 7,3 rebotes nas partida de conferência.
Em seu segundo ano, ele teve uma média de 17,3 pontos, 8,7 rebotes, 2,6 bloqueios e 2,3 assistências no caminho para ser nomeado para a Primeira-Equipe da Mountain West e para a Equipe Defensiva da Mountain West. Após a temporada, ele decidiu se transferir para Gonzaga, onde não jogou a temporada de 2017-18.
Em sua terceira temporada universitária, a primeira em Gonzaga, Clarke continuou evoluindo e foi nomeado a Revelação do Ano da West Coast Conference, o Jogador Defensivo do Ano e foi nomeado um membro da Primeira-Equipe da WCC. Clarke foi o primeiro jogador na história da WCC a ganhar os dois prêmios (Revelção e Jogador Defensivo) na mesma temporada. Ele também foi nomeado para a Terceira-Equipe All-American pelo Sporting News. Em 23 de março de 2019, Clarke registrou 36 pontos, o recorde de sua carreira, 8 rebotes, 5 bloqueios e 3 assistências em uma vitória por 83-71 sobre Baylor. Ele se tornou o terceiro jogador na história do Torneio da NCAA a registrar um jogo de mais de 35 pontos e 5 bloqueios, juntando-se a Shaquille O'Neal e David Robinson como os únicos jogadores a fazê-lo. Clarke também quebrou um recorde da equipe em pontos marcados em um jogo do Torneio da NCAA, quebrando um recorde anteriormente estabelecido por Adam Morrison.

## Carreira profissional

### Memphis Grizzlies (2019–Presente)
Clarke foi selecionado pelo Oklahoma City Thunder como a 21º escolha geral no Draft da NBA de 2019. Em 7 de julho de 2019, o Memphis Grizzlies anunciou que tinha oficialmente adquirido Clarke do Oklahoma City Thunder trocando por Darius Bazley e uma futura escolha de segunda rodada do draft. Os Grizzlie assinaram um contrato com Clarke de dois anos no valor de $ 5.081.760.
Com quatro duplos-duplos, ele foi nomeado o MVP da Summer League da NBA de 2019. Ele teve 15 pontos, 16 rebotes, 4 assistências e 3 bloqueios e levou Memphis ao título do campeonato. Ele também conquistou o prêmio de MVP da final, tornando-se o primeiro jogador na história da Summer League a ganhar os dois prêmios.
Em 23 de outubro de 2019, Clarke fez sua estreia na NBA, saindo do banco em uma derrota por 101-120 para o Miami Heat e registrando oito pontos, sete rebotes, uma assistência e um bloqueio. Ele registrou 27 pontos e sete rebotes na derrota para o Oklahoma City Thunder em 19 de dezembro.
Em 25 de fevereiro de 2020, foi anunciado que Clarke seria afastado das quadras por causa de uma lesão no quadríceps. Em 15 de setembro de 2020, Clarke foi nomeado para a Primeira-Equipe de Novatos pela NBA.

## Estatísticas da carreira

### NBA

#### Temporada regular
| Ano     | Equipe  | PJ | PT | MPJ  | AP   | 3P   | LL   | RT  | AS  | BR | TO | PPJ  |
| ------- | ------- | -- | -- | ---- | ---- | ---- | ---- | --- | --- | -- | -- | ---- |
| 2019–20 | Memphis | 58 | 4  | 22.4 | .618 | .359 | .759 | 5.9 | 1.4 | .6 | .8 | 12.1 |

### Universitário
| Ano      | Equipe         | PJ                        | PT                        | MPJ                       | AP                        | 3P                        | LL                        | RT                        | AS                        | BR                        | TO                        | PPJ                       |
| -------- | -------------- | ------------------------- | ------------------------- | ------------------------- | ------------------------- | ------------------------- | ------------------------- | ------------------------- | ------------------------- | ------------------------- | ------------------------- | ------------------------- |
| 2015–16  | San Jose State | 31                        | 3                         | 23.5                      | .634                      | .167                      | .561                      | 5.6                       | 1.5                       | .7                        | 1.2                       | 8.8                       |
| 2016–17  | San Jose State | 30                        | 30                        | 31.9                      | .592                      | .333                      | .572                      | 8.7                       | 2.3                       | 1.2                       | 2.6                       | 17.3                      |
| 2017–18  | Gonzaga        | Não jogou nessa temporada | Não jogou nessa temporada | Não jogou nessa temporada | Não jogou nessa temporada | Não jogou nessa temporada | Não jogou nessa temporada | Não jogou nessa temporada | Não jogou nessa temporada | Não jogou nessa temporada | Não jogou nessa temporada | Não jogou nessa temporada |
| 2018–19  | Gonzaga        | 37                        | 36                        | 28.1                      | .687*                     | .267                      | .694                      | 8.6                       | 1.9                       | 1.2                       | 3.1                       | 16.9                      |
| Carreira | Carreira       | 98                        | 69                        | 27.8                      | .639                      | .250                      | .618                      | 7.7                       | 1.9                       | 1.0                       | 2.3                       | 14.5                      |

Fonte: